# Đại học Y Wrocław
Đại học Y Wrocław (tiếng Ba Lan: Uniwersytet Medyczny we Wrocławiu, Latin: Universitas Medicus Vratislaviensis) là một trường đại học y ở Wrocław, Ba Lan.
Nó bao gồm năm khoa: Y học, Nha khoa, Dược, Y tế công cộng và Giáo dục sau đại học. Tổng số bộ môn và phòng khám là 107. Tổng cộng có 891 giáo sư và giáo viên học tập làm việc tại Đại học Y và khoảng 3.500 sinh viên học tập tại đây.
Đại học Y Wrocław có 22 thỏa thuận hợp tác quốc tế được ký kết với các trường đại học khác ở nước ngoài. Có rất nhiều sinh viên và giáo viên trao đổi giảng dạy trong khuôn khổ chương trình Socrates và Erasmus của Liên minh Châu Âu, đặc biệt là với Pháp, Đức, Ý, Thụy Điển, Tây Ban Nha, Hà Lan và Anh.

## Lịch sử
Wrocław là một thành phố có truyền thống y học phong phú. Bệnh viện đầu tiên được thành lập vào thế kỷ 13. Y học được giảng dạy lần đầu tiên vào năm 1745 bởi việc thành lập Collegium Medico-Chirurgicum. Đó là trường y khoa đầu tiên trong thành phố. Nhiều bác sĩ nổi tiếng sống và làm việc tại Wrocław như Alois Alzheimer - nhà thần kinh học và tâm thần học, người đã trình bày phát hiện của mình liên quan đến thoái hóa của vỏ não (bệnh Alzheimer), Robert Koch - người phát minh ra vi khuẩn học hiện đại (giải Nobel năm 1905), Paul Ehrlich - nhà tiên phong của hóa trị liệu hiện nay (Giải thưởng Nobel năm 1908).

## Hiệu trưởng
- Zygmunt Albert (1950 -1954)
- Antoni Falkiewicz (1954 -1957)
- Bogusław Bobrański (1957 -1962)

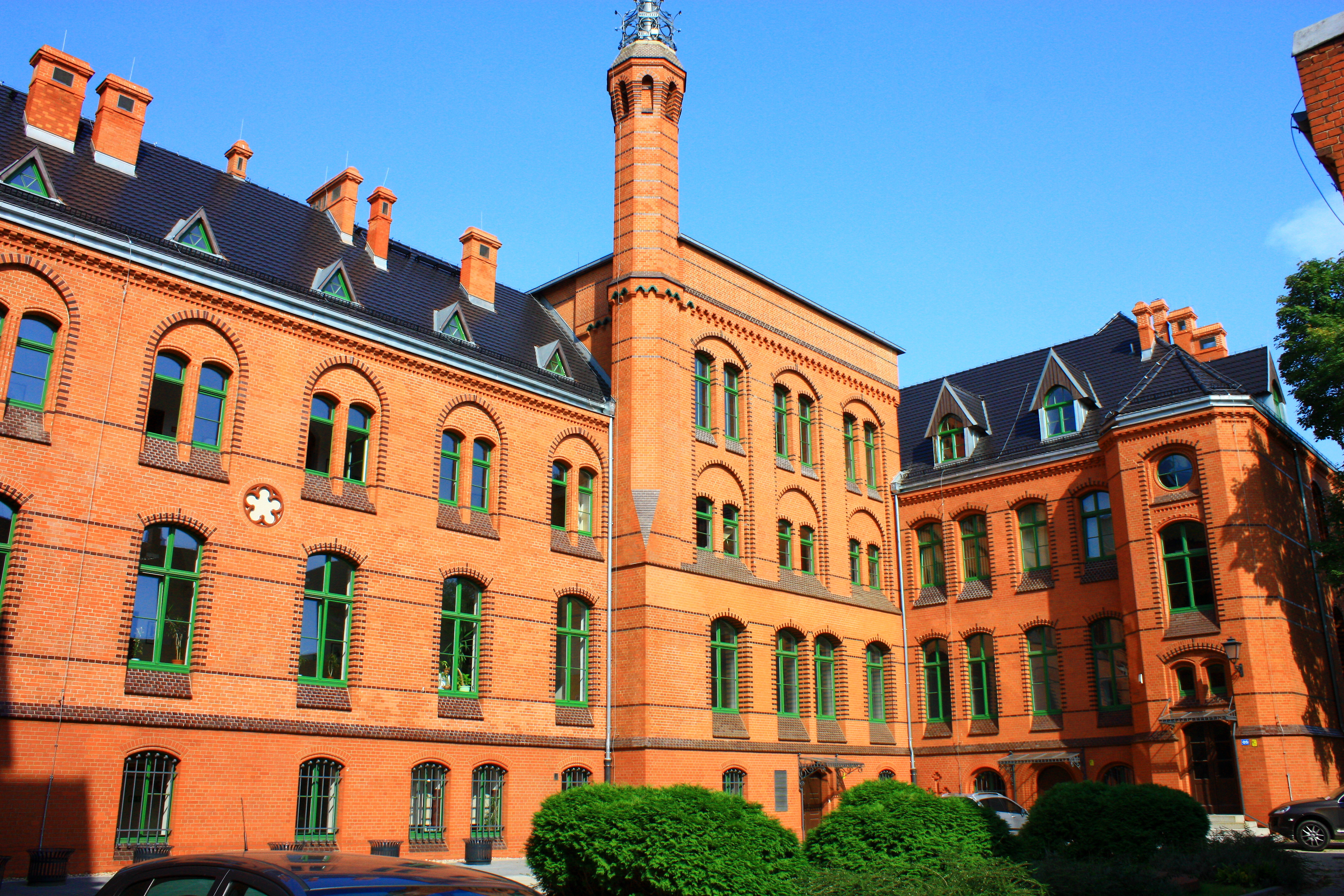
Collegium Anatomicum của Đại học Y Wrocław

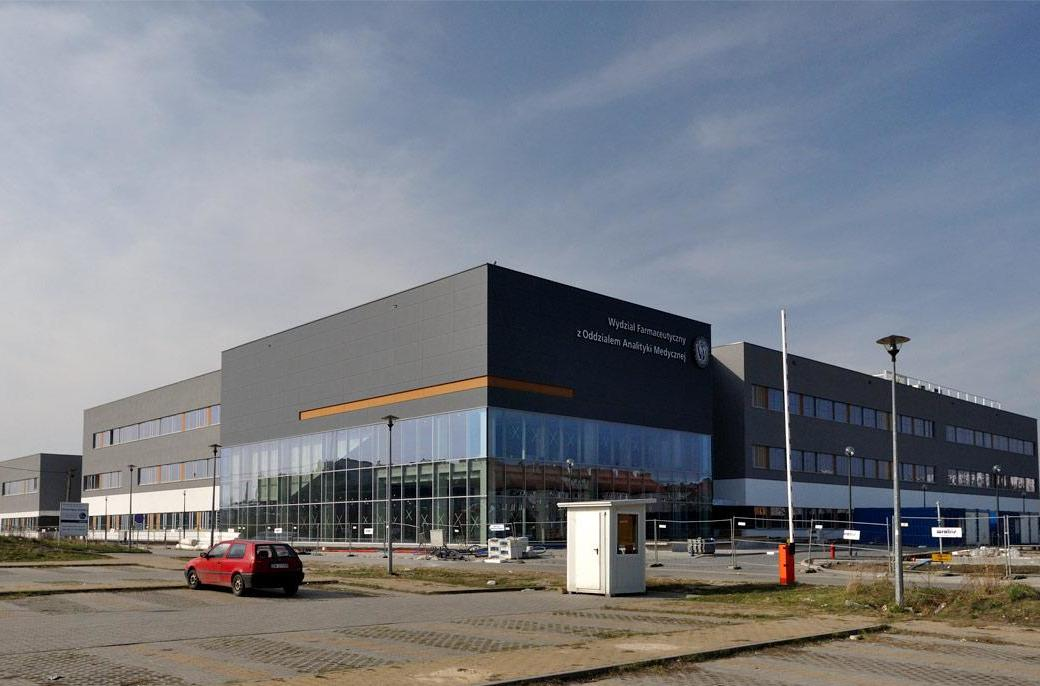
Trung tâm nghiên cứu dược phẩm

- Aleksander Kleczeński (1962 -1965)
- Tadeusz Baranowski (1965 -1968)
- Leonard Kuczyński (1968 -1972)
- Stanisław Iwankiewicz (1972 -1978)
- Eugeniusz Rogalski (1978 -1981)
- Marian Wilimowski (1981 -1987)
- Bogdan azarkiewicz (1987 -1990)
- Zbigniew Kapnik (1990 -1993)
- Jerzy Czernik (1993 -1999)
- Leszek Paradowski (1999 -2005)
- Ryszard Andrzejak (2005-2011)
- Marek Ziętek (2011 nay)

## Khoa
- Khoa Dược
- Khoa Nha
- Khoa đào tạo sau đại học
- Khoa Dược
- Khoa Khoa học sức khỏe